# Diapetimorpha v-album
Diapetimorpha v-album là một loài tò vò trong họ Ichneumonidae.